# 尾高亀蔵
尾高 亀蔵（すえたか かめぞう、1884年（明治17年）9月28日 - 1953年（昭和28年）8月1日）は、日本の陸軍軍人。最終階級は陸軍中将。旧姓・大谷。

## 経歴
佐賀県出身。農業・大谷平治の二男として生まれ、尾高家の養子となる。唐津中学校を経て、1904年（明治37年）10月、陸軍士官学校（16期）を卒業する。同期には岡村寧次・土肥原賢二・板垣征四郎・安藤利吉ら陸軍大将がいる。同年11月、歩兵少尉に任官し歩兵第13連隊付となる。日露戦争に出征後、陸士生徒隊付、歩兵第13連隊中隊長などを経て、1916年（大正5年）11月、陸軍大学校（28期）を卒業した。
陸軍歩兵学校教官、関東兵站参謀、教育総監部付、教育総監部課員などを歴任し、1923年（大正12年）8月、第14師団参謀となる。第1戦車隊長、陸士本科生徒隊長、イギリス出張、歩兵第61連隊長などを経て、1932年（昭和7年）8月、陸軍少将に進級し陸軍兵器本廠付となる。東京警備参謀長、第2独立守備隊司令官を勤め、1936年（昭和11年）4月、陸軍中将に昇進した。
第19師団長の際、張鼓峰事件が発生しソ連軍と交戦した。新設の第12軍司令官となり、中国北部での任務に従事。次いで第3軍司令官となり、満州東部の警備を担った。軍事参議官を経て、1941年（昭和16年）6月、予備役に編入された。
1942年（昭和17年）6月から終戦まで満州国建国大学副総長を務め、1946年（昭和21年）9月に帰国した。

## 著作
- 太田庄次編『尾高亀蔵の遺稿と追憶』私家版、1982年。

## 親族
- 娘婿 太田庄次（陸軍中佐）・山内一正（陸軍少佐）[1]

## 栄典
位階
- 1904年（明治37年）12月8日 - 正八位[5]

勲章
- 1940年（昭和15年）8月15日 - 紀元二千六百年祝典記念章[6]